# Winaja Pitaka
Winaja Pitaka (pāḷi: Vinaya Piṭaka; pol. kosz dyscypliny) – tekst buddyjski, jeden z trzech „koszy” (pāḷi: piṭaka), które tworzą Tipitakę (pāḷi: Tipiṭaka; skr. Tripiṭaka त्रिपिटक; pol. trzy kosze). Jej głównym tematem są reguły monastyczne dla mnichów i mniszek.

## Wersje zachowane do dzisiejszych czasów
1. Wersja palijska tradycji therawady, będąca częścią Kanonu palijskiego. Została przetłumaczona przez I.B. Hornera jako The Book of Discipline, 1938-66, 6 tomów, wyd. Pali Text Society, Bristol
- Suttavibhanga (pāḷi: suttavibhaṅga): komentarz na temat Patimokkhy (wskazań etycznych)
  - Mahavibhanga (pāḷi: mahāvibhanga): dotyczący wskazań etycznych dla mnichów
  - Bhikkhunivibhanga (pāḷi: bhikkhunīvibhanga): dotyczący wskazań etycznych dla mniszek
- Khandhaka (pāḷi: khandhaka): 22 rozdziały na różne tematy
- Parivara (pāḷi: parivara) analiza wskazań etycznych, z różnych punktów widzenia

2. 'Dul-ba, tybetańskie tłumaczenie wersji mulasarvastivady; ta wersja używana jest w tradycji tybetańskiej
- Vinayavastu: 16 skandhak (pāḷi: khandhaka; skr. skandhaka) i początek 17.
- Pratimokshasutra dla mnichów
- Vinayavibhanga dla mnichów
- Pratimokshasutra dla mniszek
- Vinayavibhanga dla mniszek
- Vinayakshudrakavastu: dalszy ciąg 17. skandhaki i pozostałe
- Vinayottaragrantha: dodatki, w tym Upaliparipriccha, która koresponduje z jednym z rozdziałów Parivary

3. Sìfēnlǜ, 四分律 (katalog Taisho: nr 1428), chińskie tłumaczenie wersji dharmaguptaki. To wersja używana w tradycji chińskiej i wywodzących się z niej tradycji koreańskiej, wietnamskiej oraz w japońskiej szkole ritsu. Większość mnichów i mniszek w Japonii nie podąża za wskazaniami Vinayi, ale za wskazaniami mahayany (wskazaniami bodhisattwy). Jest to efekt skutecznej kampanii szkoły tendai.
- Bhikshuvibhanga dotyczący wskazań dla mnichów
- Bhikshunivibhanga dotyczący wskazań dla mniszek; przetłumaczony przez Ann Heirman jako „Rules for Nuns According to the Dharmaguptakavinaya”, część II, Motilal Banarsidass, Delhi, 2002
- Skandhaka
- Samyuktavarga
- Vinayaikottara, odpowiadający z jednym z rozdziałów Parivary

4. Shísònglǜ, 十誦律 (katalog Taisho: nr 1435), tłumaczenie wersji sarvastivady
- Bhikshuvibhanga
- Skandhaka
- Bhikshunivibhanga
- Ekottaradharma, podobny do Vinayaikottara
- Upaliparipriccha
- Ubhayatovinaya
- Samyukta
- Parajikadharma
- Sanghavasesha
- Kusaladhyaya

5. Wǔfēnlǜ, 五分律 (katalog Taisho: nr 1421), tłumaczenie wersji mahisasaki
- Bhikshuvibhanga
- Bhikshunivibhanga
- Skandhaka

6. Móhēsēngjìelǜ, 摩訶僧戒律 (katalog Taisho: nr 1425), tłumaczenie wersji mahasanghiki. Reguły dla mniszek zostały przetłumaczone przez ś.p. prof. Hirakawa jako Monastic Discipline for the Buddhist Nuns, Patna, 1982.
- Bhikshuvibhanga
- Bhikshunivibhanga
- Skandhaka

Oprócz tego przetrwały również części różnych wersji, w różnych językach

## Pochodzenie Winaja Pitaki
Tradycyjnie każda szkoła utrzymuje, że jej wersja była spisana krótko po śmierci Buddy, na Pierwszym Soborze Buddyjskim, gdzie została wyrecytowana przez Upalę, z nieznacznymi późniejszymi dodatkami. Jako że wersje różnią się od siebie, badacze nie traktują tych pretensji poważnie. Z drugiej strony, ponieważ są też bardzo podobne, większość naukowców uważa Winaję za tekst wczesny, datowany na okres przed powstaniem odmiennych szkół Jednakże Dr Gregory Schopen, profesor studiów sanskryckich, tybetańskich i buddyjskich na Uniwersytecie Teksańskim w Austin, w wielu punktach nie zgadza się z tymi przekonaniami. Sugeruje on, że podobieństwa mogą być spowodowane późniejszą standaryzacją. Zauważa również, że wiele zapisów już od wczesnego okresu pokazuje, że mnisi posiadali własność prywatną, co jest sprzeczne z Winają. Według niego nie ma dowodu, że oznacza to upadek wczesnych wskazań etycznych i sugeruje on, że Winaja może być próbą narzucenia wszystkim standardów postępowania przez samozwańczą elitę.

## Treść Winaja Pitaki
Palijska wersja Patimokkhy, buddyjskiego monastycznego kodeksu postępowania, zawiera 227 głównych reguł dla mnichów (pāḷi: bhikkhu) i 311 głównych reguł dla mniszek (pāḷi: bhikkhuni). Sekcja(e) Wibhangi (pāḷi: Vibhanga) w Winaja Pitace składa(ją) się z komentarzy do tych reguł, dając szczegółowe wyjaśnienia oraz oryginalne historie opowiadające o każdej z nich. Sekcje Khandhaki (pāḷi: khandhaka; skr.: skandhaka) opisują liczne reguły uzupełniające pogrupowane według tematu, również obrazowane odpowiednimi historiami. Budda nazywał swoje nauki „Dhamma-Wanaja”, podkreślając zarówno aspekt filozoficzny buddyzmu, jak i praktykowanie cnót, które urzeczywistnia buddyjską filozofię.
Winaja Pitaka ma szersze znaczenie w zbiorowych edycjach chińskich, w skład których wchodzą wszystkie cztery chińskie Winaje wyliczone wyżej, części innych, niekanoniczna literatura Winai, świeckie Winaje i Winaja bodhisattwy.

## Miejsce w tradycji
Zgodnie z tekstami, w pierwszym roku nauczania Buddy, członkowie sanghi żyli razem w harmonii – bez Winai. Nie była ona potrzebna, ponieważ wcześni uczniowie byli wybitnie zrealizowani, jeżeli nie w pełni oświeceni. W miarę jak sangha się rozrastała, pojawiały się sytuacje, które Budda i świecka społeczność odczuwali jako niewłaściwe dla samanów (pāḷi: शमण samaṇa; skr.: श्रमण śramaṇa). Jak przekazuje tradycja, pierwsze reguły dotyczyły zakazu aktywności seksualnej. Historia opowiadająca, jak doszło do ustanowienia tego zakazu mówi o gorliwym mnichu, którego rodzina rozgoryczona tym, że nie posiada męskiego potomka, zmusiła go do spłodzenia potomka. Mnich, a także jego żona i syn, którzy później również wstąpili do zakonu, ostatecznie stali się w pełni oświeconymi arahantami.
Winaja jest dla buddystów bardzo ważna: „Jakąkolwiek Dhammę i Winaję wskazałem i wypowiedziałem dla was, będzie ona dla was Nauczycielem, kiedy ja już odejdę.” (Mahaaparinibbaana Sutta, [D.16])

## Winaja w Chinach
Z tekstów historycznych wiadomo, że książę Liu Jun i kobieta Apan, wzięli udział w ceremonii tonsury w czasie panowania cesarza Minga z dynastii Han (pan. 58-75). Byli to więc pierwsi znani buddyści chińscy. Jednak do Chin nie dotarły jeszcze w tym czasie formalne przepisy dotyczące ceremonii ordynacyjnej. Dlatego też mnisi i mniszki nie mogli być formalnie zaordynowani w tradycji indyjskiego buddyzmu. Zamiast tego po prostu wygłaszali „Trzy schronienia”.
Jednak wygłoszenie „Trzech schronień” było również praktyką buddyjskiego laikatu, więc mnisi i mniszki różnili się tylko tym, że mieli ogolone głowy.
Sytuacja zmieniła się w połowie trzeciego wieku, gdy w okresie jiaping (嘉平) w Epoce Trzech Królestw do Chin przybył mnich Dharmakala (skr. Dharmakāla) ze środkowych Indii. Wtedy po raz pierwszy mnisi i mniszki zostali prawidłowo zaordynowani. Przetłumaczył on część Mahāsāṅghika-vinaya jako Sengqi jiexin (Istota wskazań mahasanghików) i która była od tej pory wykorzystywana podczas formalnej ordynacji. Dharmakala uznał, że chińska sangha nie jest jeszcze gotowa na przyjęcie całej Winai.
Dharmakala przekazał tłumaczenie innych fragmentów swoim znajomym mnichom indyjskim. Żadne z tych tłumaczeń się nie zachowało. Tym niemniej ordynacje odbywały się formalnie poprawnie, o czym świadczy VI-wieczny zbiór biografii mnichów Gaoseng chuan. X-wieczna historia buddyjskich praktyk Da Song sengshi lüe (Skrócona historia sanghi w [okresie] Song) zawiera informacje, że źródłem dla chińskich praktyk proceduralnych była Dharmaguptaka karmavācanā przetłumaczona jako Tanwu jiemo przez partyjskiego mnicha Tandiego w 255 r. Według (...)Sengshi lüe tekst ten był kombinacją Sengqi jiexin i Tanwu jiemo, co umożliwiło buddyjskim duchownym po raz pierwszy przyjąć wskazania.
Kolejnym tłumaczeniem karmawaczany dharmaguptaków było Tanwude lübu za jiemo. Tłumaczem był Sanghawarman (skt. Saṅghavarman), który przybył do Chin kilka lat wcześniej od Tandiego. Oba tłumaczenia tekstów szkoły dharmaguptaków nie przetrwały.
Jednak zanim pojawiło się pierwsze kompletne przetłumaczenie Winai (chiń. guanglü), ukazywały się przez około 150 lat sporadycznie częściowe tłumaczenia. Trzy takie teksty zostały połączone około 379 r. przez mnicha Tanmoshiego (lub Tanmochiego) przy współpracy Zhu Foniana. Były to: Shisong biqiu jieben (Wskazania bhikszu sarwastiwady), Biqiuni dajie (Wielkie wskazania bhikszuni) i Jiaoshou biqiuni ersui tanwen (Esej o instruowaniu bhikszuni przez dwa lata). Wszystkie należały do tekstów sarwastiwady. Rękopisy dwu ostatnich tekstów zostały dostarczone Tanmoshiemu przez mnicha Sengchuna z Kuszy. Mnisi tłumaczyli teksty dla mniszek; Mili przetłumaczył 500 wskazań dla mniszek, tak jak i Huichang. Z kolei Fatai (319-387) zlecił takie zadanie cudzoziemskim mnichom, jednak praca nigdy nie została ukończona. Wszystkie te teksty zostały ostatecznie zagubione. Jedynym istniejącym do dziś tłumaczeniem z tego okresu jest fragmentaryczna Binaye (Winaja) przetłumaczona przez Zhu Foniania w 383 r. i najpewniej należąca także do szkoły sarwastiwady. Znany jest także jeszcze jeden tekst Winai (jiejing) znaleziony w Dunhuangu i który znalazł się w Chinach jeszcze przed przetłumaczeniem całości Winai. Uważa się, że i on należał także do sarwastiwadinów. Byłoby to najstarsze tłumaczenie Winai sarwastiwady.
Pierwsze kompletne Winaje pojawiły się w Chinach na początku V wieku, gdy teksty aż czterech odmiennych szkół zostały przyniesione do cesarstwa.
Winaja sarwastiwady została przyniesiona do Chin przez Punjatarę (skr. Puṇyatāra) z rejonu Jibin (Kaśmīra). Cieszył się opieką cesarza Wenhuana (pan. 394-416) z Późniejszego Cesarstwa Qin. W 404 r. Punjatara zaczął recytować tekst Winai Kumaradżiwie, który tłumaczył go na język chiński. Tłumaczenie nosiło tytuł Shisong lü (Winaja w dziesięciu sekcjach). Ponieważ po wyrecytowaniu dwóch trzecich tekstu Punjatara zmarł, recytację kontynuował Dharmaruci, który przybył również z regionu Kaśmira z tekstem Winai sarwastiwady, aby pomóc dokończyć to tłumaczenie. Gdy w 413 r. zmarł Kumaradżiwa, tłumaczenie zostało dokończone i wydane przez Wimalakszę (skr. Vimalākṣa), który przybył do Chang’anu w 406 r. Był on nauczycielem Kumaradżiwy z Kuszy. Efektem ich wysiłków była wersja składająca się z 61 zwojów, istniejąca do dziś.
Drugie kompletne tłumaczenie Winai znane jako Winaja w czterech częściach, należało do szkoły dharmagupta. Zostało przetłumaczone w Chang’anie z polecenia Kumaradżiwy i przy wsparciu cesarza Wenhuana, przez Buddhajasiasa (skr. Buddhayaśas) w 410 r. W tłumaczeniu pomocnikiem był Zhu Fonian. Liczy ono czterdzieści zwojów.
W 399 r., czyli jeszcze zanim jakakolwiek kompletna Winaja została przetłumaczona, do Indii udał się na pielgrzymkę Faxian (ok. 337-ok. 422). Powrócił do Chin w 414 r., a więc po przetłumaczeniu Winai w dziesięciu sekcjach i Winai w czterech częściach. Faxian przyniósł ze sobą dwie kompletne Winaje dwu różnych szkół buddyjskich: magasanghików oraz mahisasaków. Pierwsza została znaleziona w stupie Asioki w Pataliputrze. Drugą otrzymał na Sri Lance. Po powrocie osiadł w Jiankangu i rozpoczął tłumaczenia. Do pomocy zwerbował Buddhabhadrę (359-429), który był dharmicznym bratem Bodhidharmy i współpracownikiem Kumaradżiwy. Razem przetłumaczyli Winaję mahasanghików; tłumaczenie ukończyli w 418 r. i zatytułowali Mohe sengqi lü. Niestety Faxian zmarł przed zakończeniem tłumaczenia drugiego tekstu. W 423 r. przybył do Chin mnich Buddhadżiwa (skr. Buddhajīva) należący do szkoły mahisasaków i w 424 r. ukazało się dokończone przez niego tłumaczenie tekstu pod tytułem Wufeng lü (Winaja w pięciu częściach).
W ciągu zaledwie 26 lat chińscy buddyści otrzymali cztery kompletne Winaje czterech tradycji buddyjskich. Ukazywały się także okresowo liczne fragmentaryczne teksty Winai. Jednak dopiero w VIII w. ukazała się kompletna Winaja piątej tradycji – Mulasarwastiwada winaja, która została przyniesiona do Chin przez pielgrzyma Yijinga (635-713) i w latach 700–703 przetlumaczona przez niego jako Genben Shuoyiqieyou ba lü. Był to najbardziej obszerny tekst ze wszystkich. Niestety, do tego czasu Winaja w czterech częściach zdołała zdominować inne teksty. Nawet w okresie postsongowskim właśnie ta Winaja była wykorzystywana również przez szkołę chan. Tak więc Winaja mulasarwastiwadinów nigdy nie zyskała większego i należnego jej odbioru.
Winaja w dziesięciu sekcjach była najpopularniejsza w okresie Dynastii Południowych i Północnych w V wieku. Wimalaksza był pierwszym, który rozpropagował ją w południowych Chinach tak, że Huijiao (497-544) obwieścił: „Z powodu wysiłków Wimalakszy, wielkie propagowanie Winai zostało spełnione”. Po nim uczniowie Kumaradżiwy poświęcili się nauczaniu tej Winai. Tak działał również Huiyuan (344-416).
Winaja w czterech częściach dharmaguptaków była rozpowszechniana w rejonie Chang’anu i Luoyangu. Z czasem zainteresowanie nią przewyższyło zainteresowanie Winają w dziesięciu sekcjach sarwastiwadinów. Aby to wyjaśnić badacze z reguły odwołują się do istniejącej wcześniej tradycji „karmawaczany” (chiń. jiemo), procedury ordynacyjnej używanej przez chińskich mnichów zanim wprowadzono kompletne Winaje. Najwcześniejszą „karmawaczaną” było tłumaczenie z tradycji dharmaguptaków, dlatego najpopularniejszą kompletną Winają stała się ta, która była najbardziej zbliżona do już używanych instrukcji i zwyczajów, gdyż stworzenie nowych – wymaga zarówno czasu, jak i wysiłku. Powstały również linie przekazu nauk tego tekstu, które również przyczyniły się do jego rozpowszechnienia i popularności. Np. Mnich Facong (468-559) propagował tę Winaję, później jego uczeń Daofu to kontynuował. Następnie jego uczeń Huiguang (468-537) podtrzymywał tradycję. Jego uczniowie stali się najbardziej aktywnymi i zagorzałymi propagatorami Winai w czterech częściach. W 684 r. cesarz Zhong z Tangów wydał dekret, w którym zabronił używania Winai w dziesięciu sekcjach, która wciąż była rozpowszechniania w południowych Chinach. Już w VII wieku Winaja w czterech częściach stała się całkowicie dominującym tekstem.